# 児童税額控除
児童税額控除（じどうぜいがくこうじょ、英: Child Tax Credit、EITC）は、アメリカ合衆国において1998年に、子どもを有する家庭の負担を軽減するために設計された給付付き税額控除。

## 制度内容
納税者が扶養している同居の実子、継子、養子、里子、兄弟姉妹、孫等の納税者が扶養している同居の適格児童がいる場合に受け取ることができる
。適格な子（18歳未満等の要件を満たす子）1人当たり3,000ドル（6歳未満は3,600ドル）の税額控除が与えられる。
CTCの税額控除額にも、実質的に、逓増・定額・逓減の部分が設けられている。勤労所得が2,500ドル以下の者には適用されず、所得が一定額（夫婦共同申告の場合:150,000ドルかつ世帯主が112,500ドル、夫婦個別申告及びその他の場合:75,000ドル）を超えると、超過分につき5%の割合で減額される。但し、所得が夫婦共同申告の場合は400,000ドル以下、夫婦個別申告及びその他は200,000ドル以下の場合は、前年度と同様に2,000ドルを受け取ることが出来る。
CTCは、確定申告時に所得税額から控除される。税額を超える部分の給付（Additional Child Tax Credit、ACTC と呼ばれる。）は、制度の導入当初は子が 3人以上の場合に限定されていたが、2001年の法改正によって、子の数の要件がなくなった（ただし、一定額以上の所得を有する場合に限る。）。現在では、①与えられた児童税額控除の控除額のうち税額と相殺し切れなかった額と、②勤労所得が2,500ドルを超過する分に15%を乗じた額との、いずれか小さい方が給付される。ACTCの最大額は、対象となる子1人あたり1,400ドルである。

## 制度内容の変遷
1998年に導入以降、2001年の改革で控除が認められる範囲が大幅に拡張され、税額控除も拡大されたため、給付による低所得者への再分配機能を併せもつようになった。
その後、オバマ政権下で時限的に勤労所得が3,000ドルを超える低所得者まで適用対象が拡大され（2009年米国再生・再投資法）、その後恒久措置となった（2015年増税防止法）。
トランプ政権下では、上院議員のマルコ・ルビオと上級顧問のイヴァンカ・トランプにより、3つの大きな変更を加えられた（2017年の減税と雇用法）。
1. 適格な子1人あたりの金額を1,000ドルから2,000ドルに倍増
2. ACTCの最大額が、1,400ドルになった。
3. より多くの世帯がCTCを利用できるようにするために所得基準を引き上げ

バイデン政権下の2021年には、2019年コロナウイルス感染症による経済悪化を踏まえて、以下の3つの変更が加えられた。
1. 適格な子の年齢条件を17歳未満から18歳未満に引き上げ
2. 1人当たり2,000ドルから3,000ドルへ引きあげ。更に6歳未満の場合は、3,600ドルへ引き上げ。但し、最大控除額で受け取れる所得額は減額されている。
3. 控除を確定申告前に、最大で50%の前払いを受けることが出来る。

また2021年4月28日にバイデン大統領は、「米国家族計画(The American Families Plan)」を発表の際、上記の変更による税額控除拡大措置を恒久制度化する考えを明らかにした。

## 執行機関等
EITC、CTC のいずれも、執行機関は内国歳入庁である。
EITCやCTCについては、過誤支給・不正受給が大きな問題となっている。その背景には、制度の複雑さに起因する過誤申請や、不正申請（税務申告書作成業者による組織的なものを含む。）等がある。また、CTCの場合、控除額の計算が非常に複雑で、控除可能か控除不能かの境界が不明確という問題点が指摘されている
。
これらが申請件数の膨大さや申請から給付までの期間の短さとあいまって、1件当たりの額は少額でも、全体として巨額の過誤支給・不正受給を生んでいる。
しかしながら、過誤支給や不正受給の割合は、行政コストとトレードオフの関係にあると考えており、例えば、勤労所得税額控除の場合、過誤支給や不正受給の割合が高い一方、審査に係る行政コストが控除額の1％未満と低い。他方、他の給付措置の場合、審査に係る行政コストが給付額全体の20％程度と高い一方、過誤支給や不正受給の割合が低くなっている。
不正受給対策としては、納税者番号（社会保障番号を納税者番号として活用）を利用した所得情報の捕捉、保健福祉省を通じた子どもの数の確認、ペナルティの導入等が行われている。申請が過誤の場合は20%、不正の場合は75%の罰金を科す、過誤の場合は2年間、不正の場合は10年間、EITCやCTCを認めない、等。税務申告書作成業者に対しても、罰金等のペナルティがある。また、2016年申告分からは、内国歳入庁での申告書のチェックを厳格化するため、給付まで一定期間を確保する措置を導入している。
またアメリカにおいて、簡素化を図るべきという提案はこれまで多くなされ、改正も行われてきた。例えば、複数の制度で扶養児童の適格性の定義が異なることから、2005年の大統領諮問委員会報告では EITC、CTC 等の控除制度の簡素化が提案され、2006年の改正でEITC、CTC、CDCTC の各制度の適格児童の規定を統一するなど一定の改善がなされたが、複雑性は依然として残っている。
そして、勤労所得税額控除と児童税額控除には、自営業者にも適用があるが、自営業者と被用者の申告を比較すると、タックス・ギャップが存在する。これは、自営業者が現金を使用し、各種の情報報告書も作成しないためである。内国歳入庁がタックス・ギャップを毎年公表しているが、その額は2016年時点で約4,000億ドルで、全体のおよそ15％にのぼっており、大統領は毎年の予算教書において、コンプライアンス向上のための数々の対策案を提出している。

## その他の制度
児童税額控除以外の家族関係の税額控除にODCがある。ODCは、児童税額控除を請求できない適格な扶養家族に最大500ドル受給できる税額控除（返金不可）である。
また、子に関するその他の負担軽減措置としては、19歳未満の子又は24歳未満のフルタイムの学生を扶養する者に認められる人的な所得控除（4,050ドル、所得に応じて逓減・消失）がある。児童手当は存在しない。